# Groß Kreutz
Groß Kreutz ist ein Ortsteil der Großgemeinde Groß Kreutz (Havel) im Landkreis Potsdam-Mittelmark in Brandenburg. Bis zum 26. Oktober 2003 war Groß Kreutz eine eigenständige Gemeinde, die vom Amt Groß Kreutz verwaltet wurde.

## Lage
Der Ort Groß Kreutz liegt im Norden der Zauche am Übergang zum Havelland, etwa 16 Kilometer Luftlinie östlich der Stadt Brandenburg an der Havel und 20 Kilometer Luftlinie westlich der Landeshauptstadt Potsdam. Umliegende Ortschaften sind Deetz im Norden, Krielow im Nordosten, der zur Stadt Werder (Havel) gehörende Ortsteil Derwitz im Osten, Bochow und Neu Bochow im Süden, Schenkenberg im Südwesten, Jeserig im Westen sowie Götz im Nordwesten.
Groß Kreutz liegt an der Bundesstraße 1 von Brandenburg an der Havel nach Berlin. Die Bundesautobahn 10, Anschlussstelle Groß Kreutz, liegt etwa vier Kilometer, die Bundesautobahn 2, Anschlussstelle Lehnin, etwa sieben Kilometer entfernt. Zudem verläuft die Landesstraße 86 von Lehnin nach Ketzin durch den Ort. Nördlich von Groß Kreutz verläuft die Bahnstrecke Berlin–Magdeburg, an der der Ort einen Haltepunkt hat. Zu Groß Kreutz gehört der Gemeindeteil Groß Kreutz Ausbau.

## Geschichte
Bei Groß Kreutz handelt es sich historisch gesehen um ein typisches Straßendorf. Der Ort wurde bereits in der Jungsteinzeit besiedelt, und 6. und 7. Jahrhundert siedelten sich Slawen in der Region an. Groß Kreutz wurde erstmals im Jahr 1300 unter dem Namen maior crucewiz als Kirchdorf urkundlich erwähnt, der Zusatz maior bzw. groß dient der Unterscheidung zu dem nahegelegenen Klein Kreutz und der Wüstung Wendisch Kreutz. Der Ortsname ist abgeleitet vom sorbischen Wort „Kruschwiza“ bzw. krušwica, was in etwa „Birnbaum“ bedeutet. Im Landbuch der Mark Brandenburg aus dem Jahr 1375 sind für Groß Kreutz 42 Hufen verzeichnet, darunter waren drei Pfarrhufen und zwei Lehmschulzenhufen. Zudem gab es einen Dorfkrug. Die Bewohner von Groß Kreutz waren an acht Bürger, überwiegend aus Brandenburg an der Havel, abgabepflichtig. Damals war das Dorf vermutlich im Besitz der Adelsfamilie von Rochow.

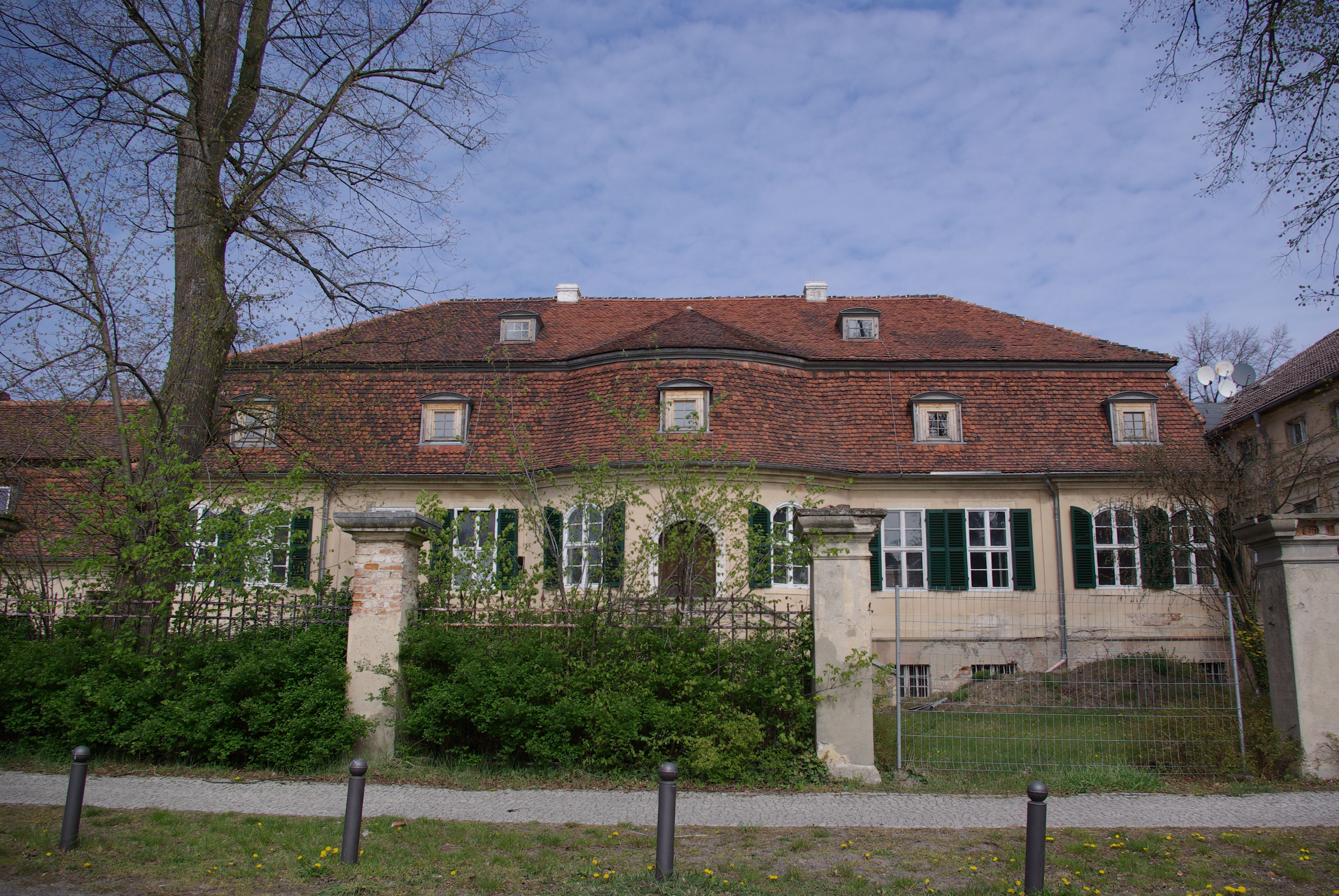
Gutshaus Groß Kreutz

Im Jahr 1604 wurde das Gut Groß Kreutz von der Familie von Hake (Hacke) gekauft. Erwerber war der kaiserliche Feldmarschall Wolf Dietrich von Hacke (1573–1650). Seine Nachfolger waren die Erbschenken der Mark Brandenburg, Adam von Hacke, dann dessen Sohn Botho Wilke von Hacke-Groß Kreutz. Vater und Sohn begannen ihre Laufbahn auf dem Alumnat der Ritterakademie am Dom zu Brandenburg. Das Gutshaus wurde im Jahr 1765 für den damaligen Besitzer Carl Gottfried von Hacke im Rokokostil errichtet. Das Gutshaus Groß Kreutz wurde vermutlich von dem Architekten Friedrich Wilhelm Dieterichs entworfen und ist an das Schloss Sanssouci angelehnt, an dessen Bau Dieterichs beteiligt war. Im Jahr 1801 ging das Gut in den Besitz des Adelsgeschlechts von Arnstedt über. Zwischen 1799 und 1805 erhielt Groß Kreutz eine gepflasterte Straße. Dadurch und durch die Eröffnung der Bahnstrecke Berlin–Magdeburg 1845 stieg die Einwohnerzahl in Groß Kreutz stark an und es siedelten sich Handwerksbetriebe und anderes Gewerbe im Ort an. Laut der Topograpisch-statistischen Übersicht des Regierungsbezirks Potsdam aus dem Jahr 1841 hatte Groß Kreutz in diesem Jahr 43 Wohngebäude mit 381 Einwohnern. 1875 fiel das Gut Groß Kreutz an die Familie von der Marwitz. Das Rittergut umfasste mit dem Zubehör Busendorf, halb Canin, Forst Hackenhausen und Vorwerk Möllendorf nach dem amtlichen Generaladressbuch der Ritterguts- und Gutsbesitzer für die Provinz Brandenburg 2.415 ha. Die Marwitz verloren die Begüterung, als sie in Folge der Bodenreform in der Sowjetischen Besatzungszone im Jahr 1945 enteignet wurden. 1994 kauften zwei Enkel des letzten Gutsbesitzers Bodo von der Marwitz-Friedersdorf (1893–1982) das Gutshaus, die Hofstelle, den zugehörigen Park und etwa 70 Hektar Wiesengelände von der Treuhandanstalt zurück.
Groß Kreutz gehörte früher zum Königreich Preußen. Ab dem 1. April 1817 lag der Ort im Landkreis Zauch-Belzig des Regierungsbezirks Potsdam in der Provinz Brandenburg. Nach dem Zweiten Weltkrieg wurde Groß Kreutz Teil der Sowjetischen Besatzungszone und später der DDR. Bei der im Juli 1952 in der DDR durchgeführten Gebietsreform wurde die Gemeinde Freienthal dem Kreis Potsdam-Land im Bezirk Potsdam zugeordnet. Nach der Wende wurde der Kreis Potsdam-Land in Landkreis Potsdam umbenannt und schließlich aufgelöst, bei der Kreisreform im Dezember 1993 wurde die Gemeinde Groß Kreutz dem neuen Landkreis Potsdam-Mittelmark zugeordnet, wo sie vom Amt Groß Kreutz mitverwaltet wurde. Am 26. Oktober 2003 wurde die Gemeinde Groß Kreutz nach einem Amtsbeschluss mit den Gemeinden Bochow, Dietz, Krielow und Schmergow sowie den Gemeinden Götz, Jeserig und Schenkenberg aus dem Amt Emster-Havel zu der neuen Gemeinde Groß Kreutz/Emster zusammengeschlossen, die Ämter Groß Kreutz und Emster-Havel wurden aufgelöst. Am 1. Juli 2004 wurde die Gemeinde in Groß Kreutz (Havel) umbenannt.

## Denkmale
Für den Ort Groß Kreutz sind in der Denkmalliste des Landes Brandenburg sieben Baudenkmale ausgewiesen. Diese sind unter anderem:

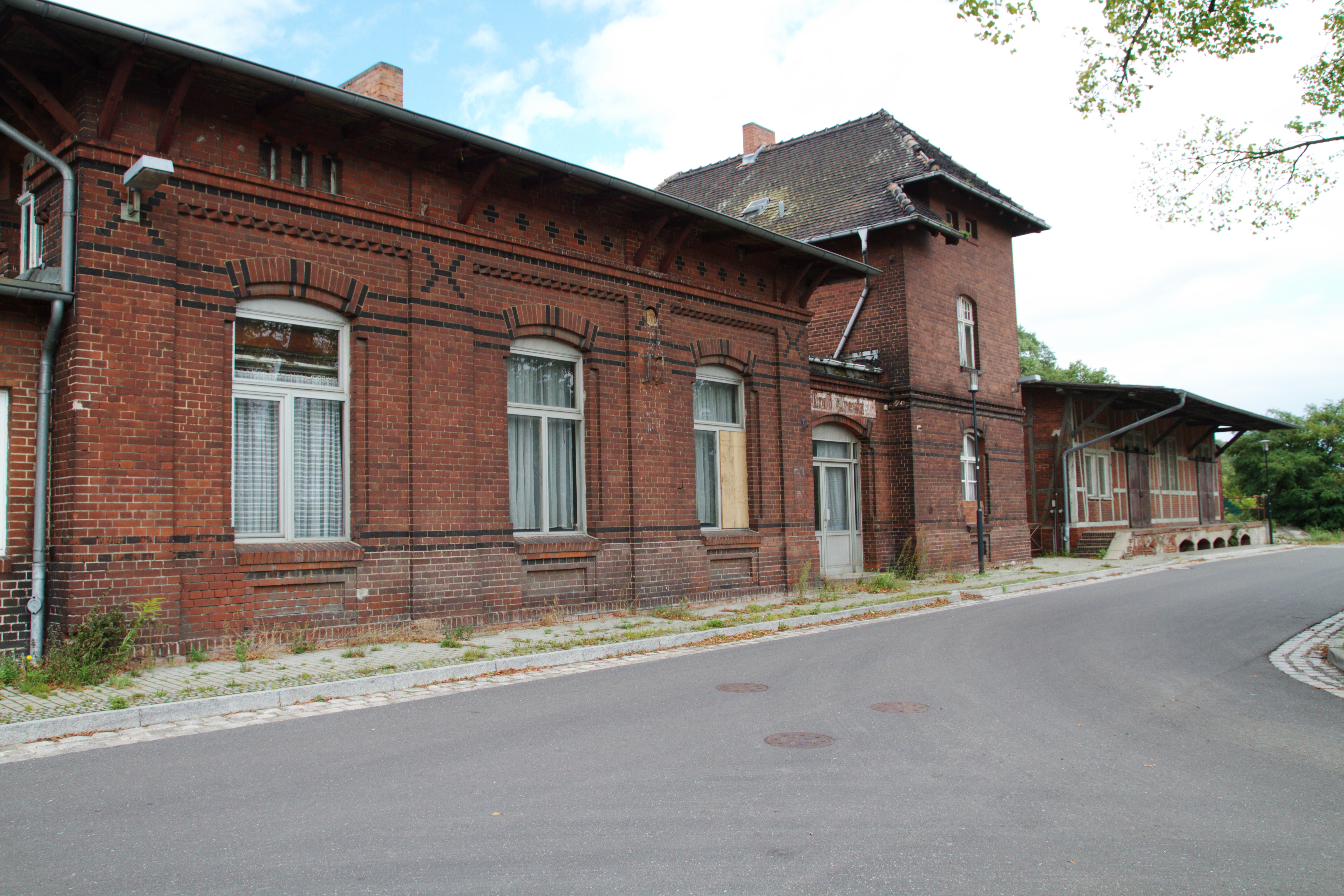
Neuer Bahnhof

- Alter Bahnhof mit Güterschuppen und Toilettenhäuschen und neuer Bahnhof mit Güterschuppen: Das alte Bahnhofsgebäude wurde um 1846 im Zuge der Eröffnung des neuen Teilstücks der Bahnstrecke Berlin–Magdeburg errichtet. Es lag westlich der Bahnhofsstraße. Bei dem alten Empfangsgebäude handelt es sich um einen zweigeschossigen, vierachsigen Ziegelbau mit Satteldach. Es dient heute als Wohnhaus. Östlich des Empfangsgebäudes schließt sich der eingeschossige Güterschuppen an. Das Toilettenhäuschen ist auf das Jahr 1851 datiert und ebenfalls als Ziegelbau errichtet. In den Jahren 1871, 1886 und 1910 wurde der Bahnhof vergrößert. Das neue Empfangsgebäude östlich der Bahnhofsstraße wurde 1871 als eingeschossiger Ziegelbau errichtet und 1910 aufgestockt und mit einem Walmdach überzogen. Die an den Bahnhof grenzenden Wohn- und Wirtschaftsgebäude wurden 1886 und 1910 errichtet.[10]
- Die Dorfkirche Groß Kreutz wurde im 13. Jahrhundert als Feldsteinkirche mit eingezogenem Chor und westlichem Turm errichtet. An der Ostwand verfügte das Gebäude früher über eine gotische Dreifenstergruppe. Zwischen 1717 und 1723 wurde das Gebäude vergrößert und der Chor wurde an die Breite des Kirchenschiffs angepasst. 1775 wurde der heutige Turmaufsatz mit Ecklisenen und einer Schweifhaube ergänzt, 1849 wurde das Kirchenschiff erweitert. Zwischen 1988 und 1997 erfolgte eine umfangreiche Sanierung der Kirche. Im Inneren verfügt die Kirche über einen Kanzelaltar aus dem Jahr 1722. Die Orgel wurde im Jahr 1800 erbaut.[11]

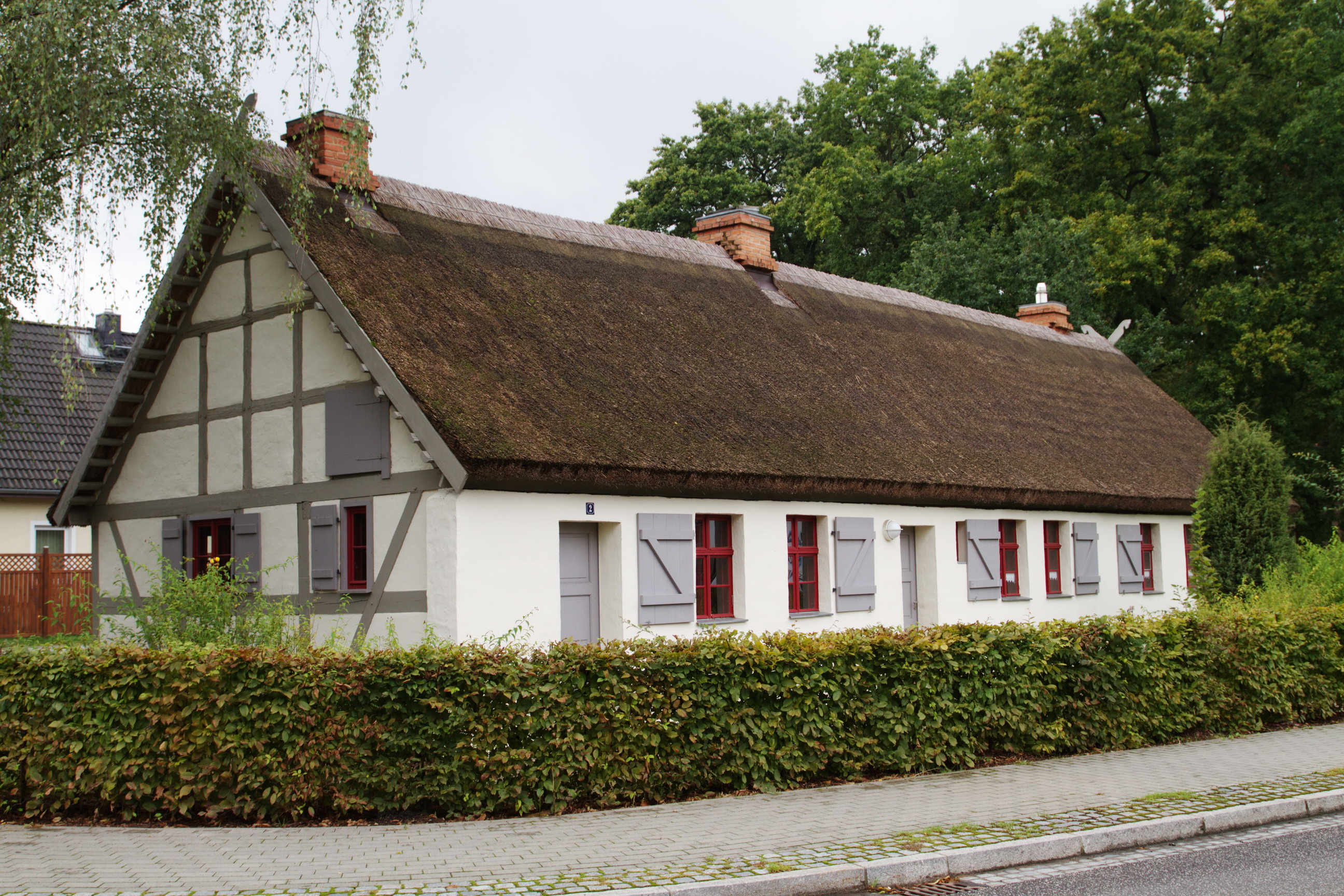
Ehemaliges Gutsarbeiterhaus

- Die ehemaligen Gutsarbeiterhäuser mit angeschlossener Schäferei in der Bochower Straße wurden etwa im Jahr 1840 errichtet. Die Gebäude wurden früher von drei Familien bewirtschaftet.[12] Das auf dem Bild abgebildete Gebäude ist heute das Dorfgemeinschaftshaus.

## Persönlichkeiten
- Wolfgang Gans zu Putlitz (1899–1975), Diplomat; in Groß Kreutz beigesetzt
- Karl-Heinrich Marschalleck (1904–1981), Prähistoriker; in Groß Kreutz geboren
- Birgit Wärnke (* 1978), Autorin, Regisseurin, Journalistin und Dokumentarfilmerin; in Groß Kreutz aufgewachsen

## Bevölkerungsentwicklung
| Jahr | Einwohner | Jahr | Einwohner | Jahr | Einwohner |
| ---- | --------- | ---- | --------- | ---- | --------- |
| 1875 | 660       | 1939 | 1.184     | 1981 | 1.580     |
| 1890 | 914       | 1946 | 1.690     | 1985 | 1.663     |
| 1910 | 958       | 1950 | 1.700     | 1989 | 1.747     |
| 1925 | 958       | 1964 | 1.544     | 1995 | 1.725     |
| 1933 | 1.033     | 1971 | 1.490     | 2002 | 1.717     |